# Georg Stieler (Philosoph)
Georg Stieler (* 28. Januar 1884 in Worms; † 14. März 1959 in Freiburg/Br.) war ein deutscher Philosoph, Pädagoge und Hochschullehrer.

## Leben und Wirken
Nach seiner Reifeprüfung 1902 in Darmstadt trat Georg Stieler im April desselben Jahres in die Kaiserliche Marine ein. Am 13. Oktober 1913 erfolgte seine Beförderung zum Kapitänleutnant. Nach Ausbruch des Ersten Weltkrieges diente Stieler noch bis März 1915 als Artillerieoffizier auf der Stettin. Bei einer anschließenden Ausbildung an der U-Boots-Schule diente er gleichzeitig bis August 1915 als Kommandant des U-Bootes U 2. Stieler diente nachfolgend als Offizier auf der Lützow, Stettin, Stralsund und zuletzt bis Kriegsende als Erster Offizier der Regensburg. Am 24. November 1919 wurde er mit dem Charakter eines Korvettenkapitäns außer Dienst gestellt.
Seit 1917 studierte er Philosophie, Geschichte und Geographie an den Universitäten Kiel und Münster. An der Universität Münster promovierte er 1920 "Über das ästhetische Phänomen". Im Jahre 1922 habilitierte er sich an der Universität Freiburg/Br. für das Fach Philosophie. Bis 1929 lehrte er als Privatdozent, bis 1934 als nichtbeamteter außerordentlicher Professor. Von 1934 bis 1945 war Stieler dann außerordentlicher Professor für Philosophie und Erziehungswissenschaft unter Einbeziehung des Faches Psychologie. Während des Zweiten Weltkriegs diente er von 1940 bis 1945 erneut bei der Marine.
Stieler trat bereits 1933 der NSDAP und dem Nationalsozialistischen Lehrerbund bei. 1934 war er Vizekanzler der Universität Freiburg. Wegen seiner Nähe zum Nationalsozialismus wurde er 1945 von der französischen Militärregierung entlassen und 1946 in den Ruhestand versetzt. Diese Maßnahme wurde zwar wieder zurückgenommen und 1950 in eine Emeritierung umgewandelt.
Stieler beschäftigte sich mit den Philosophen Nicolas Malebranche und Gottfried Wilhelm Leibniz, aber auch mit der Massenpsychologie und Grundfragen der Erziehungswissenschaft.

## Veröffentlichungen (Auswahl)
- Nikolaus Malebranche (= Frommanns Klassiker der Philosophie, Bd. 24). Frommann, Stuttgart 1925.
- Die Ideenlehre des Leibniz. In: Beiträge zur Philosophie des Deutschen Idealismus, Bd. 3 (1925), H. 4, S. 13–22.
- Person und Masse. Untersuchungen zur Grundlegung einer Massenpsychologie. Meiner, Leipzig 1929 (= Habilitationsschrift Universität Freiburg).
- Leibniz und Malebranche und das Theodicee-Problem (= Leibniz-Archiv, Bd. 3). Reichl, Darmstadt 1930.
- Gegenstand und Methode in der Erziehungsaufgabe der deutschen Gegenwart. Antrittsvorlesung. Wagner, Freiburg/Br. 1930.
- Eine Studie mit Pestalozzi. Junker u. Dünnhaupt, Jena 1932.
- Fichte als politischer Erzieher (= Freiburger Universitätsreden, Bd. 24). Wagner, Freiburg 1937.
- Menschwerdung des Menschen. Gespräche über Erziehung. Schauenburg, Lahr 1947.
- Gottfried Wilhelm Leibniz. Ein Leben der Wissenschaft, Weisheit und Größe. Schöningh, Paderborn 1950.
- Das große Gebot der Erziehung. Zehn Briefe. Lambertus-Verlag, Freiburg 1952.
- Grundfragen der Erziehung. Klett, Stuttgart 1953.